# سفارت سوئد در کپنهاگ
سفارت سوئد در کپنهاگ (به لاتین: Embassy of Sweden) یک سفارت در دانمارک است که در Copenhagen Municipality واقع شده‌است.